# Col·lisió estel·lar
Una col·lisió estel·lar és la unió de dues estrelles causada per la dinàmica estel·lar dins d'un cúmul estel·lar, o per la desintegració orbital d'una estrella binària a causa de la pèrdua de massa estel·lar o la radiació gravitatòria, o per altres mecanismes encara no ben coneguts.
Qualsevol estrella de l'univers pot xocar, tant si estan "vives", és a dir, la fusió encara està activa a l'estrella, o "mortes", i la fusió ja no es produeix. Les estrelles nanes blanques, les estrelles de neutrons, els forats negres, les estrelles de la seqüència principal, les estrelles gegants i les supergegants són molt diferents en tipus, massa, temperatura i radi i, per tant, produeixen diferents tipus de col·lisions i restes.

## Tipus de col·lisions i fusions estel·lars

### Fusions d'estrelles binàries
Aproximadament la meitat de totes les estrelles del cel formen part de sistemes binaris, amb dues estrelles que orbiten entre si. Algunes estrelles binàries orbiten entre si tan a prop que comparteixen la mateixa atmosfera, donant al sistema una forma de cacauet. Tot i que la majoria d'aquests sistemes binaris de contacte són estables, alguns es tornen inestables i expulsen un soci o finalment es fusionen.
Els astrònoms prediuen que esdeveniments d'aquest tipus ocorren als cúmuls globulars de la nostra galàxia aproximadament una vegada cada 10.000 anys. El 2 de setembre de 2008, els científics van observar per primera vegada una fusió estel·lar a Scorpius (anomenada V1309 Scorpii), encara que no se sabia que fos el resultat d'una fusió estel·lar en aquell moment.

### Supernoves de tipus Ia
Les nanes blanques són les restes d'estrelles de poca massa que, si formen un sistema binari amb una altra estrella, poden provocar grans explosions estel·lars conegudes com a supernoves de tipus Ia. La ruta normal per la qual això passa implica que una nana blanca extreu material d'una seqüència principal o una estrella gegant vermella per formar un disc d'acreció.
Molt més rarament, una supernova de tipus Ia es produeix quan dues nanes blanques orbiten de prop. L'emissió d'ones gravitatòries fa que la parella s'espira en espiral cap a l'interior. Quan finalment es fusionen, si la seva massa combinada s'acosta o supera el límit de Chandrasekhar, la fusió de carboni s'encén, augmentant la temperatura. Com que una nana blanca està formada per matèria degenerada, no hi ha un equilibri segur entre la pressió tèrmica i el pes de les capes de l'estrella. A causa d'això, les reaccions de fusió fugaces escalfen ràpidament l'interior de l'estrella combinada i s'estenen, provocant una explosió de supernova. En qüestió de segons, tota la massa de la nana blanca es llança a l'espai.

### Fusions d'estrelles de neutrons
Les fusions d'estrelles de neutrons es produeixen d'una manera similar a les rares supernoves de tipus Ia resultants de la fusió de nanes blanques. Quan dues estrelles de neutrons orbiten de prop, s'espiran cap a dins a mesura que passa el temps a causa de la radiació gravitatòria. Quan es troben, la seva fusió condueix a la formació d'una estrella de neutrons més pesada o d'un forat negre, depenent de si la massa del romanent supera el límit de Tolman–Oppenheimer–Volkoff. Això crea un camp magnètic que és bilions de vegades més fort que el de la Terra, en qüestió d'un o dos mil·lisegons. Els astrònoms creuen que aquest tipus d'esdeveniment és el que crea esclats curts de raigs gamma i kilonovae.
El 16 d'octubre de 2017 es va informar d'un esdeveniment d'ona gravitacional que es va produir el 25 d'agost de 2017, GW170817, que estava associat a la fusió de dues estrelles de neutrons en una galàxia llunyana, la primera fusió d'aquest tipus que es va observar mitjançant radiació gravitatòria.

### Objectes de Thorne–Żytkow
Si una estrella de neutrons xoca amb una gegant vermella de massa i densitat prou baixes, es conjectura que la fusió produirà un objecte Thorne–Żytkow, un hipotètic tipus d'estrella compacta que conté una estrella de neutrons envoltada per una gegant vermella.

## Formació de planetes
Quan dues estrelles de poca massa en un sistema binari es fusionen, la massa es pot llançar al pla orbital de les estrelles que es fusionen, creant un disc d'excreció a partir del qual es poden formar nous planetes.

## Descobriment
Tot i que el concepte de col·lisió estel·lar ha existit des de fa diverses generacions d'astrònoms, només el desenvolupament de la nova tecnologia ha fet possible que s'estudiés de manera més objectiva. Per exemple, el 1764, un cúmul d'estrelles conegut com Messier 30 va ser descobert per l'astrònom Charles Messier. Al segle xx, els astrònoms van concloure que el cúmul tenia aproximadament 13.000 milions d'anys. El telescopi espacial Hubble va resoldre les estrelles individuals de Messier 30. Amb aquesta nova tecnologia, els astrònoms van descobrir que algunes estrelles, conegudes com blue stragglers, semblaven més joves que altres estrelles del cúmul. Aleshores, els astrònoms van plantejar la hipòtesi que les estrelles podrien haver "col·lisionat" o "fusionat", donant-los més combustible, de manera que van continuar la fusió mentre les altres estrelles del seu voltant començaven a sortir.

## Col·lisions estel·lars i el Sistema Solar
Tot i que les col·lisions estel·lars poden ocórrer amb molta freqüència en certes parts de la galàxia, la probabilitat d'una col·lisió amb el Sol és molt petita. Un càlcul de probabilitat prediu que la taxa de col·lisions estel·lars que impliquen el Sol és d'1 en 1028 anys. Per comparació, l'edat de l'univers és de l'ordre de 1010  anys. La probabilitat de trobades properes amb el Sol també és petita. La taxa s'estima mitjançant la fórmula:
N ≈ 4,2·D2Myr−1
on N és el nombre de trobades per milió d'anys que es troben dins d'un radi D del Sol en parsecs. Per comparar, el radi mitjà de l'òrbita de la Terra, 1 UA, és de 4.82 × 10−6 parsecs.
Probablement la nostra estrella no es veurà afectada directament per aquest esdeveniment perquè no hi ha cúmuls estel·lars prou a prop per provocar aquestes interaccions.

## KIC 9832227 i fusions d'estrelles binàries
Una anàlisi dels eclipsis de KIC 9832227 inicialment va suggerir que el seu període orbital s'estava escurçant, i que els nuclis de les dues estrelles es fusionarien el 2022.  No obstant això, la reanàlisi posterior va trobar que un dels conjunts de dades utilitzats en la predicció inicial contenia un error de cronometratge de 12 hores, la qual cosa va provocar un escurçament aparent espuria del període orbital de les estrelles.   
El mecanisme que hi ha darrere de les fusions d'estrelles binàries encara no s'entén del tot i segueix sent un dels focus principals dels qui investiguen el KIC 9832227 i altres binaris de contacte.